# 검봉산
검봉산(劍峰山)은 대한민국 강원특별자치도 춘천시에 위치한 산이다. 남쪽으로 남산면에 접하고 서쪽으로 백양리가 있다.

## 같이 보기
- 한국의 산 목록

## 참고 자료
- Yu Jeong-yeol (2007). 《한국의 산 여행 (Travel Guide to Korean Mountains)》. Seoul: 관동 상억연구회 (Kwandong). ISBN 978-89-958055-1-0.